# Аврорін Валентин Олександрович
Валенти́н Олекса́ндрович Авро́рін (рос. Валенти́н Алекса́ндрович Авро́рин; *23 грудня 1907, Тамбов, Російська імперія — 26 лютого 1977, Ленінград, СРСР) — радянський мовознавець, фахівець у галузі тунгусо-маньчжурських мов, зокрема, нанайської та орочської мов, фольклорист; член-кореспондент АН СРСР.
В 1930 році В. О. Аврорін скінчив навчання на історико-етнологічному факультеті Ленінградського державного університету.
26 липня 1964 року В. О. Авроріна обрано членом-кореспондентом АН СРСР.
Валентин Аврорін — професор кафедри загального мовознавства гуманітарного факультету Новосибірського університету, перший декан факультету.
В. О. Аврорін є дослідником проблем типології мов., історичної компаративістики, соціолінгвістики.

## Основні праці
- Грамматика нанайского языка (т. 1—2, 1959—1961) (рос.)
- Языки и фольклор народов сибирского Севера (1966) (рос.)
- Очерки по синтаксису нанайского языка (под ред. академика И.И. Мещанинова), Л., 1948;
- О классификации тунгусо-маньчжурских языков (XXV Международный конгресс востоковедов. Доклады делегации СССР. М., 1960);
- Нанайский язык (Языки народов СССР. Монгольские, тунгусо-маньчжурские и палеоазиатские языки, т. 5, Л., 1968)